# Zutendaal
Zutendaal est une commune néerlandophone de Belgique située en Région flamande dans la province de Limbourg.
Anciennement écrite "Sutendael".
Au 1er janvier 2025, la population totale de cette commune est de 7 404 habitants. La superficie totale est de 32,07 km2.
- Code postal : 3690

## Héraldique
|  | La commune possède des armoiries qui lui ont été octroyées le 6 novembre 1956 et à nouveau le 13 octobre 1993. Zutendaal n'a jamais eu son propre conseil mais a été gouverné par la ville de Genk. La ville, cependant, utilisa un sceau spécial pour Zutendaal au XVIIIe siècle, montrant Sainte Marie avec son enfant, la patronne de Zutendaal. Auparavant, la ville utilisait des sceaux avec les armoiries du comté médiéval de Looz et de Saint Martin de Tours, le saint patron de la ville. Ces deux dessins ont été combinés dans les armoiries de Zutendaal, de Looz comme le village faisait historiquement partie de Looz et du saint patron local. Les couleurs de ce dernier ont été choisies arbitrairement. Blasonnement : Parti: en 1 fascé d'or et de gueules de dix pièces; en 2 d'azur à Notre-Dame portant l'enfant Jésus d'or, posée sur un croisant de lune et placée dans une mandorle bordée de raies ondulées entrecoupées d'étoiles à 5 raies, le tout d'argent. Source du blasonnement : Heraldy of the World. |

## Remarque architecturale
L’église de Wiemesmeer, située dans la commune, est construite comme réplique exacte de l’abbatiale de Hocht.

## Évolution démographique depuis 1806
- Source : DGS - Remarque: 1806 jusqu'à 1981=recensement; depuis 1990=nombre d'habitants chaque 1er janvier[2]